# Majorat
El Majorat era un sistema de repartiment de béns que beneficiava al major dels fills, de manera que el gruix del patrimoni d'una família no es disseminava, sinó que només podia augmentar.
Institucions similars van existir en diversos països europeus, amb el nom de hereuatge (Catalunya, Andorra), majorat (Anglaterra, França, Alemanya), mayorazgo (Espanya), morgado (Portugal) o ordynacja (Polònia).

## Lleis de Toro
El majorat va ser regulat mitjançant les Lleis de Toro en 1505, sota el regnat dels Reis Catòlics. La seva funció era controlar el fraccionament dels béns d'un noble que produïen les herències i les vendes, com un mitjà de mantenir el seu poder econòmic. Algunes famílies de la incipient burgesia castellana es van acollir també a aquesta figura legal.
La creació d'un majorat començava usualment amb la vinculació d'un solar o casa solar. De vegades, aquests vincles incloïen un títol nobiliari, que passava al costat de la resta de béns, mentre que a tots els exclosos del majorat se'ls proveïa d'alguna manera la condició de hidalguía. La institució preveia la possibilitat d'afegir nous béns al vincle, però els béns ja vinculats no podrien ser alienats ni repartits en herència.
La institució del majorat va ser la culminació d'una sèrie de privilegis atorgats als nobles castellans per Enric IV de Castella, els qui van anar després els principals afavorits en l'atorgament de càrrecs de govern pels Reis Catòlics. L'estament nobiliari castellà es va fer així més poderós i influent que el dels altres regnes que componien els seus dominis.
És una opinió generalitzada que el majorat va ser una concessió real als gentilhomes castellans a fi de permetre'ls conservar o acréixer el seu poder econòmic, que en aquesta època i lloc, era principalment la propietat fundaria. A més d'això, també va influir en la decisió de crear aquest privilegi, la circumstància històrica de la Reconquesta i la necessitat d'afirmar la propietat fronterera deixant fos quant fos possible els litigis successoris i la divisió de la terra. La institució va mantenir el seu prestigi també per presentar avantatges econòmics generals en un territori de fronteres canviants i que requeria l'afirmació d'iniciatives econòmicament viables, estables i permanents.

## Hereus del majorat
Tots els béns que formaven part del majorat eren heretats indissolublement pel seu hereu. Les condicions per heretar es fixaven al moment de crear el vincle i solien incloure obligacions que havia de complir l'hereu entre les quals la més habitual era l'adopció del cognom del vincle caso de no posseir-ho. L'hereu era usualment el major dels fills homes, encara que en alguns casos podia ser qualsevol dels fills, home o dona que es considerés més capacitat per a la successió. El cas més freqüent va ser que heretés el primogènit home.
Els restants fills només podien heretar els béns lliures que els pares posseïssin, usualment escassos. Això va fer que els fills segons emprenguessin la carrera militar o eclesiàstica en quedar en la pràctica desheretats i sense mitjans de subsistència. La situació de les filles no era millor, ja que no podien fer bon casament sense un bon dot, que només podia provenir dels béns lliures dels pares. La via adoptada per moltes d'elles va ser l'ingrés en un convent, encara que la seva condició allà estava també subjecta a les aportacions fetes.
Aquesta fugida irreversible dels fills cap a la carrera eclesiàstica va tenir greus conseqüències quan els hereus del majorat morien sense descendència i era necessari recórrer a parents més o menys distants que eren gratuïtament agraciats amb una millora econòmica.

## Decadència del Sistema de Majorat a Espanya
Aquest sistema de vinculacions econòmiques va ser criticat en l'Informe en l'Expedient de la Llei Agrària escrit per Gaspar Melchor de Jovellanos a petició de la Societat Econòmica d'Amics del País madrilenya, la conseqüència directa del qual va ser la desamortització de Manuel Godoy en 1798.
La institució del majorat va estar vigent fins a la Llei Desvinculadora de 1820 que va suprimir tots els vincles. Malgrat això va perdurar algun temps en algunes zones mitjançant unes argúcies legals, ja que la llei no va preveure les donacions entre vius. El posseïdor del majorat el donava al seu fill com a aportació al seu matrimoni, el fill passava a ser el nou senyor i els seus pares a gaudir de l'usdefruit per vida de la meitat de la casa solar.
A partir d'aquest moment, amb explicades excepcions, les subdivisions per herència de la majoria de les grans cases espanyoles van fer que perdessin gradualment l'esplendor i poder passats.

## El majorat com a vinculació jurídica
El majorat és una vinculació per mitjà de la qual el fundador, normalment per concessió real, limita la manera de transmissió del domini de certs béns i drets, subjectant-los a un ordre successori determinat i irreformable que es manté inalterable al llarg dels successius traspassos; de manera tal que els béns o drets compresos en aquesta vinculació, siguin inalienables i indivisibles en endavant i el seu titular únicament pugui usar i gaudir del seu gaudi (ius utendi i ius fruendi en el dret romà) sense que li sigui permès alterar la seva substància ni transmetre'ls fos de l'ordre establert. En certs casos, és permès acréixer els béns vinculats amb nous béns.
Es va tractar d'un desmembrament del dret real de domini (anomenat genèricament «propietat»), per mitjà del qual el titular primigeni s'emporta a la tomba per sempre el dret de transmetre els béns a tercers. És a dir, s'arrabassa al dret de propietat vinculada el denominat ius abutendi, que és la facultat del titular del dret de transmetre'l lliurement, vendre'l o donar-lo. En tals casos, no solament s'elimina aquesta facultat, sinó que es preestableix paral·lelament l'ordre successori que haurà de seguir-se, d'ordinari alterant-se les regles successòries comunes. Aquest patrimoni d'afectació era indivisible i inconfiscable, perquè es partia del supòsit o ficció jurídica que el seu titular continuava sent-ne el fundador.
Malgrat la seva notable semblança, el majorat i la noblesa no eren institucions que se superposessin mútuament: van existir títols de noblesa sense vinculacions (encara que sí amb certa modalitat del majorat) i gran quantitat de vinculacions sense títols de noblesa, sinó subsistents com a simples senyorius, una mica més equivalent a una propietat fundària de l'edat contemporània que a un títol.
Molts autors jurídics pensen per tot això que es tracta en realitat d'una servitud (en el sentit jurídic de desmembrament del domini) excepcional, i que, en puritat, el patrimoni afectat a la vinculació de majorat no es transmet, sinó únicament la seva possessió.

## Limitacions a la seva institució
La creació d'un majorat no desheretava completament a la resta dels fills del fundador, doncs normalment no es tolerava que s'imposés aquest règim a tots els béns deixats en morir (és a dir, a la universalitat del seu patrimoni), sinó únicament a aquells que estiguessin disponibles per testar segons les regles successòries; això és, aquella porció (major o menor segons els diferents ordenaments civils) que excedia la legítima dels hereus forçosos. No obstant això, algunes excepcions va haver-hi en relació amb certs senyorius privilegiats, no podent afirmar-se que es tractés més que de casos aïllats.
Alguns especialistes afirmen (erròniament, segons uns altres) que la possessió civil en aquests casos també era excepcional, en deferir-se directament al successor anomenat per la regla del majorat sense cap altre acte exterior, com la tradició, per que molts règims civils de base romana admeten avui dia que la possessió de l'herència la tenen els hereus denominats legitimaris, com són els fills respecte dels pares, des de l'instant de la mort del causant, sense necessitat de la intervenció de cap tercer o jutge per a això. Així, per exemple, els codis civils del Brasil, de l'Argentina o del Paraguai, entre uns altres, que mantenen el règim romà de la successió en la persona, per sobre del règim germànic i anglosaxó de successió en els béns. De manera, doncs, que aquesta possessió immediata no seria, així, una característica privilegiada del majorat, sinó conseqüència de certa concepció general del dret.
Malgrat el seu nom, el majorat no suposa necessàriament la preferència per la primogenitura masculina, encara que les més de les vegades, tingui aquesta característica. Com a institució jurídica, es caracteritza per ser un patrimoni d'afectació amb règim propi, això és, amb un règim diferent al general, proveït d'un ordre successori singular i de les característiques de inalienabilitat i indivisibilitat, que són l'essencial.